# 陈官屯站
陈官屯站是一个京沪线上的铁路车站，位于天津市静海区陈官屯镇，目前为四等站，邮政编码为301604。目前客运 ：办理旅客乘降；不办理行李、包裹托运；货运：办理整车货物发到；不办理危险货物发到。
车站建于1909年，当时设有2条股道。1977年津浦铁路复线化后增加1条股道，1986年车站建设货场一座:269。